# Lebidoti
Lebidoti é um vilarejo no Suriname com uma população de cerca de 1.000 habitantes e dois vilarejos próximos, Bakoe e Pitean. As pessoas são descendentes de Maroon , especificamente a tribo Aukan, e se mudaram para este local específico quando a construção da barragem de Afobaka criou o reservatório de Brokopondo .

## Cuidados de saúde
Lebidoti é o lar de um centro de saúde Medische Zending .